# 18542 Broglio
18542 Broglio este un asteroid din centura principală de asteroizi.

## Descriere
18542 Broglio este un asteroid din centura principală de asteroizi. A fost descoperit pe 29 decembrie 1996 la Sormano de Augusto Testa și Francesco Manca. Asteroidul prezintă o orbită caracterizată de o semiaxă mare de 2,58 ua, o excentricitate de 0,06 și o înclinație de 15,0° în raport cu ecliptica.